# Sergei Alexandrowitsch Golunski
Sergei Alexandrowitsch Golunski (russisch Сергей Александрович Голунский; * 4. Julijul. / 16. Juli 1895greg. in Moskau; † 29. November 1962 ebenda) war ein russischer Jurist und Diplomat. Von 1952 bis 1953 amtierte er als Richter am Internationalen Gerichtshof in Den Haag.

## Leben
Sergei Golunski studierte Rechtswissenschaften an der Lomonossow-Universität in Moskau, schloss das Studium 1917 ab und begann danach eine Doktorandenlaufbahn. Parallel dazu arbeitete er abwechselnd in mehreren regionalen Staatsanwaltschaften des Landes: von 1923 bis 1926 in Nischni Nowgorod sowie von 1926 bis 1929 in Rostow am Don und in der Kaukasus-Republik Kabardino-Balkarien. 1929 wechselte Golunski wieder nach Moskau, wo er in die Generalstaatsanwaltschaft der Russischen SFSR berufen wurde.
1934 nahm Golunski eine Lehrtätigkeit als Dozent für Strafrecht und Kriminalistik am Moskauer Institut für Rechtswissenschaft auf, vier Jahre später erhielt er den Doktor- und den Professorentitel. Die Sowjetische Akademie der Wissenschaften wählte ihn 1939 zum korrespondierenden Mitglied und ernannte ihn zum Leiter der Abteilung Rechtsgeschichte an ihren Rechtswissenschaftlichen Institut.
Die diplomatische Karriere Golunskis begann 1943 mit seiner Berufung in das sowjetische Außenministerium, in dem er bis 1952 als Leiter der Fachabteilung für Vertragsrecht tätig war. Da Golunski Englisch und Französisch auf hohem Niveau beherrschte, wurde er bei der Potsdamer Konferenz als Übersetzer und Rechtsexperte eingesetzt. Bei der im Zuge der Gründung der Vereinten Nationen durchgeführten Konferenz von Dumbarton Oaks und bei der Unterzeichnung der Charta der Vereinten Nationen in San Francisco am 26. Juni 1945 war Golunski ebenfalls Mitglied der sowjetischen Delegation. Im Rahmen der Tokioter Prozesse des Internationalen Militärgerichtshofs für den Fernen Osten von 1946 bis 1948 zur strafrechtlichen Verfolgung von Kriegsverbrechen während des Zweiten Weltkriegs vertrat er die Sowjetunion als Ankläger.
Im Dezember 1951 wurde Sergei Golunski zum Richter an den Internationalen Gerichtshof gewählt und folgte damit seinem Landsmann Sergei Krylow nach Ablauf von dessen sechsjähriger Amtszeit. Gesundheitliche Gründe verhinderten jedoch in der Folgezeit seinen Wechsel nach Den Haag und seine Teilnahme an den Sitzungen des Gerichts, so dass er Ende Juli 1953 zurücktrat. Sein Nachfolger wurde Fjodor Koschewnikow. In den Jahren bis zu seinem Tod 1962 widmete sich Golunski erneut der Lehre und Forschung, unter anderem als Institutsleiter bei der Akademie der Wissenschaften, als Professor an der Lomonossow-Universität und als Chefredakteur der Zeitschrift „Sowjetischer Staat und Recht“.